# OTT Airlines
One Two Three Airlines (en chino:一二三航空公司 (Yī'èrsān Hángkōng Gōngsī) estilizado como OTT Airlines), es una aerolínea china subsidiaria de China Eastern Airlines que tiene su base en el Aeropuerto Internacional de Shanghái-Hongqiao. 

## Historia
El 26 de febrero de 2020, China Eastern Airlines lanzó OTT Airlines como una subsidiaria para operar aviones de producción nacional además de sus operaciones de jets comerciales existentes. Está programado para que sea la primera aerolínea en operar el COMAC C919 en 2022.
En junio de 2020, OTT Airlines recibió la entrega de sus tres primeros COMAC ARJ-21.  En diciembre de 2020, la Administración de Aviación Civil de China (CAAC) anunció que había completado una revisión preliminar de la solicitud de la aerolínea para una licencia de operación.
La aerolínea operó su primer vuelo el 28 de diciembre de 2020, un vuelo desde el Aeropuerto Internacional de Shanghái-Hongqiao al Aeropuerto Internacional de Beijing Capital.  Planea abrir nuevas rutas a Nanchang, Hefei y Wenzhou durante los primeros tres meses de 2021.
El 31 de agosto de 2024, China Eastern Airlines anunció que absorbería OTT Airlines y la integrará en las operaciones principales de la aerolínea matriz. La operación de fusión se efectuó el 22 de septiembre de 2024, marcando la disolución de la aerolínea.

## Flota
La flota de esta aerolínea constaba des las siguientes aeronaves:
| Aeronaves       | Total | Introducido | Retirado | Matrículas |
| --------------- | ----- | ----------- | -------- | --- |
| COMAC ARJ21-700 | 24    | 2020        | 2024     | B-123A, B-620F, B-620G, B-651C, B-651E, B-651F, B-651G, B-651U, B-651V, B-653N, B-653P, B-653Q, B-653R, B-653S, B-653T, B-653U, B-653V, B-655C, B-655D, B-655E, B-655F, B-655G, B-655H y B-655J |
| Embraer ERJ-135 | 2     | 2019        | 2024     | B-3293 y B-3295 |